# کفر مو
کفر مو (به عربی: کفر مو) یک روستا در سوریه است که در ناحیه مرکزی حارم واقع شده‌است. کفر مو ۶۲ نفر جمعیت دارد.